# Rotte (Siedlung)

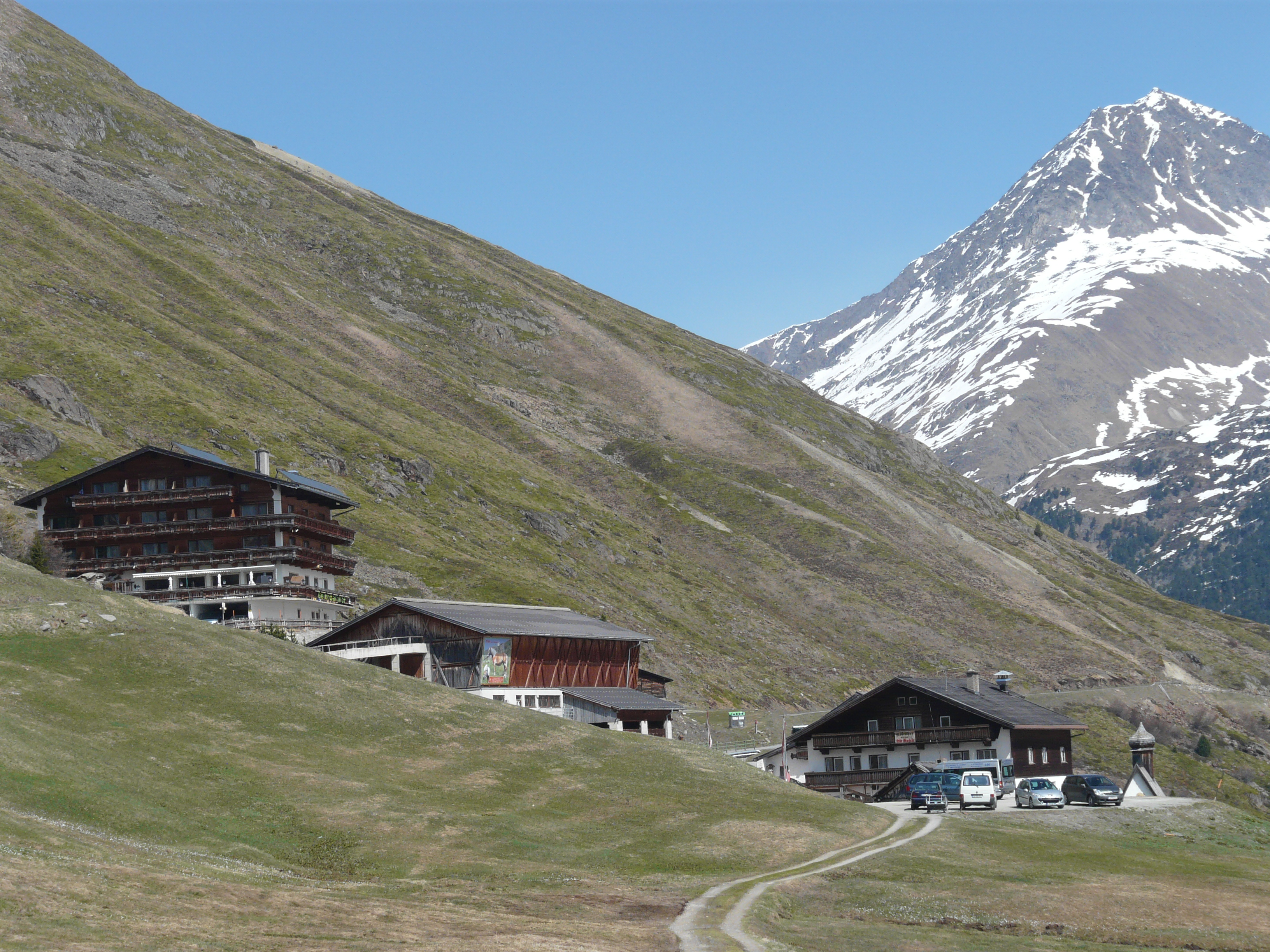
Die Rotte Rofen (Gemeinde Sölden, Tirol)

Als Rotte bezeichnet man insbesondere in Österreich eine Wohnsiedlung, die aus wenigen Gebäuden in lockerer Anordnung besteht, größer als eine Einöde, weniger strukturiert als ein Weiler, aber kompakter als Streulagen. In einigen Regionen Deutschlands war bzw. ist der Begriff Rotte oder Rott als Zusammenfassung mehrerer Ortschaften, Höfe oder Wohnplätze ebenfalls gebräuchlich.

## Begriff
Traditionell werden in Österreich „3 bis 9 Gebäude in engerer Lage“ Weiler genannt, „Gebäude in lockerer Anordnung ohne Rücksicht auf die Anzahl“ sind eine Rotte. Bei noch loserer Struktur spricht etwa die Statistik Austria (STAT) im Ortsverzeichnis von „zerstreuten Häusern“. Die Begriffe beziehen sich auf alten, mehr oder minder bäuerlichen Siedlungsraum. Bei jüngeren Ansiedlungen spricht man von einer Häusergruppe.
In Vorarlberg wird statt Rotte auch das Wort Parzelle verwendet.
Der Begriff Rotte war in der frühen Neuzeit bis in die Mitte des 19. Jahrhunderts ebenfalls in Teilen des Rheinlands geläufig, insbesondere im Bergischen Land, und bezeichnete zusammenfassend mehrere verstreut liegende Ortschaften, Höfe und Wohnplätze innerhalb einer Gemeinde bzw. eines Kirchspiels. Den meist im 17. Jahrhundert entstandenen Rotten stand häufig ein Rottmeister vor. Rotten im Rheinland, hier speziell im Regierungsbezirk Düsseldorf, sind in den Städten und Kirchspielen Elberfeld, Barmen, Kronenberg, Ronsdorf, Remscheid, Werden bei Essen, und Kapellen bei Geldern belegt.

In Ostfriesland kam in ähnlicher Weise der Begriff Rott als Untergliederung innerhalb von Gemeinden, Kirchspielen oder Bauerschaften vor. Die Stadt Norden bestand zum Beispiel in vier Kluften und 16 Rotts. In den Ämtern Norden und Berum waren die Rotts Untergliederung einer Vogtei, denn die Westermarsch (Amt Norden) und die Ostermarsch (Amt Berum) bestanden aus je acht Rotts. Gleichzeitig bildeten im Amt Berum die Rotts auch Teile einzelner Kirchspiele, von denen Hage in elf, Nesse in acht und Arle in sechs Rotts geteilt waren.

## Etymologie
Rotte steht zu mittellateinisch rupta ‚versprengte Schar‘ (zu lat. rumpere ‚reißen‘). Dieselbe Etymologie gilt für die militärische Rotte sowie für Rotte in der Jägersprache (Wildschweinrudel) und bei der Bedeutung „Gruppe von Nadelbäumen im Schutzwald“.
Rotte kommt auch als Bestandteil von Ortsnamen vor, etwa bei Rottendorf, Rottenhof, Rottenhaus, Rotterberg, Rottenlehen, Rottenpoint. Etymologisch liegt in diesen Fällen meist ein Rodungsname vor. Diese Herleitung trifft jedoch nicht immer zu. Bei Rottersham (zu bairisch -ham ‚Heim‘) ist ein Personenname als Ursprung von Rotter wahrscheinlich. Beim unklaren Rottenmann ist auch ein Zusammenhang mit mittelhochdeutsch rot für ‚Sumpf‘ denkbar.